# Gliese 408
Gliese 408 (GJ 408 / LHS 6193 / HIP 53767 / Ross 104) es una estrella cercana en la constelación de Leo. Situada a 21,6 años luz del sistema solar, es la 101.ª estrella más próxima al Sol. De magnitud aparente +10,03, no es observable a simple vista. 
Gliese 408 es una enana roja de tipo espectral M3.0V.
Mucho más tenue que el Sol, tiene una luminosidad equivalente al 0,37 % de la luminosidad solar, pero aun así es mucho más luminosa que otras enanas rojas más conocidas como Próxima Centauri o Wolf 359. Con una temperatura aproximada de 3440 K, es una estrella similar a Gliese 674 o Gliese 588.
Su masa equivale al 41 % de la masa solar, siendo su radio aproximado equivalente al 44 % del radio solar.
Gira sobre sí misma con una velocidad de rotación proyectada igual o inferior a 2,5 km/s.
Exhibe un contenido metálico inferior al del Sol en un 27 %, siendo su índice de metalicidad [Fe/H] = -0,14.
No se ha encontrado evidencia de que exista un disco de polvo frío alrededor de Gliese 408.
Las estrellas conocidas más cercanas a Gliese 408 son EE Leonis y AD Leonis, a 6,26 y 6,54 años luz respectivamente, ambas enanas rojas situadas también en esta misma constelación.